# Sonia Sotomayor
Sonia Sotomayor, ameriška sodnica, pravnica in univerzitetna profesorica portoriškega porekla, * 25. junij 1954, New York. 
Od leta 2009 opravlja funkcijo sodnice na Zveznem vrhovnem sodišču (ang. Supreme Court) Združenih držav Amerike, kamor jo je imenoval demokratski predsednik Barack Obama. Je tretja ženska in prva oseba latinskega porekla na tem položaju.

## Sodniške odločitve
Svetu je postala širše znana junija leta 2022, ko je v ostrem odklonilnem ločenem mnenju nastopila proti večini sodnikov vrhovnega sodišča v razsodbi Whole Woman's Health proti Jacksonu. Šlo je za preizkus ustavnosti zakona zvezne države Teksas, ki je fizičnim osebam omogočil pravosodni pregon izvajalcev splava. V omenjeni razsodbi je 5 od 9 vrhovnih sodnikov razveljavilo precendenčni sodni primer Roe proti Wadeu, ki je na neobičajen način uzakonjal zvezno pravico do umetne prekinitve nosečnosti. Sonia Sotomayor je v ločenem mnenju, ki sta se mu pridružila tudi sodnika Kagan in Breyer, izrazila zaskrbljenost za prihodnost reproduktivnih pravic v ZDA. V zapisu je večkrat opozorila na neustavno diskriminacijo žensk, ki prihajajo iz revnejših socialnih okolij, zaradi česar jih bo spremenjena sodna praksa po njenem še izdatneje prizadela.